# Olympische Sommerspiele 1952/Teilnehmer (Nigeria)
| Gelbes Symbol für Goldmedaillen mit stilisierten Olympischen Ringen | Graues Symbol für Silbermedaillen mit stilisierten Olympischen Ringen | Braundes Symbol für Bronzemedaillen mit stilisierten Olympischen Ringen |
| ------------------------------------------------------------------- | --------------------------------------------------------------------- | ----------------------------------------------------------------------- |
| —                                                                   | —                                                                     | —                                                                       |

Nigeria nahm an den Olympischen Sommerspielen 1952 in der finnischen Hauptstadt Helsinki mit neun männlichen Sportlern teil.
Es war die erste Teilnahme eines nigerianischen Teams an Olympischen Sommerspielen.

## Teilnehmer nach Sportarten

### Leichtathletik
100 m
- Edward Ajado
Vorläufe: ausgeschieden in Lauf 9 (Rang 5), 11,0 s (handgestoppt), 11,25 s (automatisch gestoppt)

- Titus Erinle
Vorläufe: ausgeschieden in Lauf 10 (Rang 3), 10,9 s (handgestoppt), 11,12 s (automatisch gestoppt)

- Karim Olowu
Vorläufe: ausgeschieden in Lauf 12 (Rang 4), 11,0 s (handgestoppt), 11,27 s (automatisch gestoppt)

200 m
- Edward Ajado
Vorläufe: ausgeschieden in Lauf 4 (Rang 4), 22,7 s (handgestoppt),  22,92 s (automatisch gestoppt)

- Muslim Aremu Arogundade
Vorläufe: ausgeschieden in Lauf 12 (Rang 5), 22,3 s (handgestoppt), 22,71 s (automatisch gestoppt)

- Rafiu Oluwa
Vorläufe: weitergekommen in Lauf 14 (Rang 1), 22,8 s (handgestoppt), 22,89 s (automatisch gestoppt)
Viertelfinale: ausgeschieden in Lauf 2 (Rang 6), 22,5 s (handgestoppt), 22,69 s (automatisch gestoppt)

4 × 100-m-Staffel
- Muslim Aremu Arogundade, Titus Erinle, Karim Olowu und Rafiu Oluwa
Vorläufe: weitergekommen in Lauf 4 (Rang 2), 42,4 s (handgestoppt), 42,63 s (automatisch gestoppt)
Halbfinale: ausgeschieden in Lauf 2 (Rang 5), 41,9 s (handgestoppt), 42,01 s (automatisch gestoppt

Hochsprung
- Boniface Guobadia
Qualifikationsrunde: Gruppe A, Rang 4, Gesamtrang 9
1. Sprung: 1,80 m, gültig
2. Sprung: 1,84 m, gültig
3. Sprung: 1,87 m, gültig
Finale: 1,80 m, Rang 20
1. Sprung: 1,80 m, gültig
2. Sprung: 1,90 m, ungültig

- Josiah Majekodunmi
Qualifikationsrunde: Gruppe B, Rang 2, Gesamtrang 4
1. Sprung: 1,80 m, gültig
2. Sprung: 1,84 m, ausgelassen
3. Sprung: 1,87 m, gültig
Finale: 1,90 m, Rang 9
1. Sprung: 1,80 m, gültig
2. Sprung: 1,90 m, gültig
3. Sprung: 1,95 m, ungültig

- Nafiu Osagie
Qualifikationsrunde: Gruppe B, Rang 2, Gesamtrang 4
1. Sprung: 1,80 m, gültig
2. Sprung: 1,85 m, ausgelassen
3. Sprung: 1,87 m, gültig
Finale: 1,90 Meter, Rang 18
1. Sprung: 1,80 m, gültig
2. Sprung: 1,90 m, gültig
3. Sprung: 1,95 m, ungültig

Weitsprung
- Karim Olowu
Qualifikationsrunde: Gruppe B, ausgeschieden mit einer Weite von 6,96 m, Rang 11, Gesamtrang 18
1. Sprung: 6,84 m
2. Sprung: 6,96 m
3. Sprung: 6,89 m

- Sylvanus Williams
Qualifikationsrunde: Gruppe B, ausgeschieden mit einer Weite von 6,96 m, Rang 9, Gesamtrang 16
1. Sprung: ungültig
2. Sprung: 6,85 m
3. Sprung: 6,98 m